# Nascuts per matar
Nascuts per matar (títol original: Natural Born Killers) és una pel·lícula estatunidenca dirigida per Oliver Stone i estrenada l'any 1994. Ha estat doblada al català.

## Argument
Mickey i Mallory, una jove parella, decideixen embarcar-se en un gir sagnant, matant la gent que troben en el seu camí, ells que han estat víctimes de maltractes del part dels seus pares respectius. El seu declivi a través dels Estats Units és detallat als mitjans de comunicació.   

## Repartiment
- Woody Harrelson: Mickey Knox
- Juliette Lewis: Mallory Wilson Knox
- Tom Sizemore: detectiu Jack Scagnetti
- Tommy Lee Jones: Dwight McClusky
- Robert Downey Jr.: Wayne Gale
- Rodney Dangerfield: Ed Wilson, el pare de Mallory
- Arliss Howard: Owen, el presoner protector de Mickey i Mallory
- Everett Quinton: Wurlitzer
- Jared Harris: London Boy
- Pruitt Taylor Vince: el xèrif adjunt Warden Kavanaugh
- Edie McClurg: la mare de Mallory
- Russell Means: el vell indi, Warren Red Cloud
- Lanny Flaherty: Earl
- O-Lan Jones: Mabel
- Richard Lineback: Sonny
- Sean Stone: Kevin
- Melinda Renna: Antonia Chavez
- Dale Dye: oficial Dale Wrigley
- Edward Conna: Gerald Nash
- Evan Handler: David
- Steven Wright: Dr. Emil Reingold
- Corinna Everson: Mallory a la televisió

## Producció

### Gènesi del projecte
El guió original és de fet obra de Quentin Tarantino. Al començament dels anys 1990, ven els drets del script als productors Jane Hamsher i Don Murphy per 10.000 $ i intenta, sense èxit, dirigir-lo ell mateix per 500.000 dòlars. Els productors el venen finalment a la Warner. Oliver Stone descobreix aleshores el guió i pensa que és el projecte ideal, després de la difícil producció del seu precedent film, El cel i la terra.
Amb l'ajuda de Richard Rutowski i David Veloz, Stone reescriu el script, conservant pràcticament paraula per paraula els diàlegs de Tarantino. No obstant això, Stone modifica en profunditat l'estructura inicial del script, recentrant l'atenció sobre les dues assassines en sèrie, tot donant un paper molt important als mitjans de comunicació per mitjà del periodista Wayne Gale (Robert Downey Jr.). Quentin Tarantino, insatisfet de la versió del seu script revisitat per Oliver Stone, renega llavors públicament de la paternitat del guió final. Demana en conseqüència que només sigui mencionat als crèdits la seva implicació en la creació de la història original. En una entrevista de 1993, un temps abans l'estrena del film en sales, Quentin Tarantino declara tanmateix no tenir cap aversió cap a Oliver Stone:
| « | Aquest no serà el meu film, serà el film d'Oliver Stone i Déu el beneeixi. Espero que hi faci un bon treball. Si no estigués emocionalment afectat, segur que ho trobaria molt interessant. Si us agrada el que faig, podria no agradar-vos aquest film. Però si us agrada el que fa, probablement us agradarà. Podria ser la millor cosa mai feta, però en cap cas feta amb mi.»Quentin Tarantino | » |

Tornant a escriure  el guió, Oliver Stone el fa també canviar de registre. El film passa de film d'acció a film satíric, criticant els mitjans de comunicació.

### Distribució dels papers
Michael Madsen durant un temps va estar considerat per encarnar Mickey. Hauria rebutjat seguint els consells de Quentin Tarantino, que acabava de dirigir-ho a Reservoir Dogs. Els seus altres companys, com Steve Buscemi i Tim Roth també van ser considerats pel mateix paper.
Pel que fa al paper de Mallory, la primera tria era Rosanna Arquette mentre que Gary Oldman i James Woods van ser presseleccionats pel paper de Scagnetti.
Pel paper de McClusky, Lance Henriksen i Gene Hackman van ser presseleccionats i pel paper de Wayne Gale ho van ser Powers Boothe i Billy Bob Thornton.

## Rebuda
crítica
- Stone "destrossa" una -sobre el paper interessant- història de Tarantino sobre uns serial killers, amb vocació d'estrelles, que són estimulats en el seu sangonós periple per la televisió en directe i el prime time. Amb l'excusa de denuciar la violència imperant en la nostra societat i la baixesa dels mitjans de comunicació davant qualsevol notícia amb morbositat, el director crea una pseudopel·lícula que vomita sense parar imatges violentes i efectistes. El seu gran mèrit no és que amb prou feines tingui fil argumental -una parella de criminals que deixa un reguerot de cadàvers mentre els filmen-, ni que la cascada de plànols i experiments de muntatge, òptics i de càmera provoqui marejos... l'increïble és que marxés del prestigiós Festival Internacional de Venècia amb el Gran Premi del Jurat sota el braç. Al mateix Tarantino -que repudia la seva autoria- li va semblar deplorable.[7]
- "Inusual llargmetratge, amb un muntatge tan treballat com provocatiu. Interessant denúncia sobre la violència"Morales, Fernando «Nacidos para matar». El País.

Premis
1994: Venècia: Gran Premi Especial del Jurat 1994: Globus d'Or: Nominada a millor director